# Indira Huilca
Indira Isabel Huilca Flores (Los Olivos, 11 de agosto de 1988) es una socióloga, columnista, activista feminista y política peruana. Fue congresista de la república durante el periodo 2016-2019 y regidora de la Municipalidad de Lima de 2013 a 2014. Es hija de Pedro Huilca, dirigente sindical asesinado en 1992.

## Biografía
Indira Huilca nació en el distrito de Los Olivos, ubicado en la ciudad de Lima, el 11 de agosto de 1988. Es hija de la emprendedora Martha Flores y del dirigente sindical Pedro Huilca, quien fue secretario de la Confederación General de Trabajadores del Perú (CGTP). Mientras ocupaba ese cargo sindical, Pedro Huilca fue brutalmente asesinado en 1992, en medio del periodo del gobierno de Alberto Fujimori (tras el autogolpe de ese año) y del conflicto armado desatado por Sendero Luminoso. La justicia peruana no ha podido determinar a los responsables más allá de duda razonable.
Indira estudió en el Colegio Alfredo Rebaza Acosta de la ciudad de Lima y realizó sus estudios universitarios de Sociología en la Facultad de Ciencias Sociales de la Universidad Nacional Mayor de San Marcos, en Lima, y obtuvo una Maestría en Ciencia Política y Gobierno en la Pontificia Universidad Católica del Perú.

## Trayectoria política
Fue parte de diversos colectivos y organizaciones políticas como la "Colectiva de Mujeres Feministas de Izquierda", del Colectivo "La Comuna Tejiendo desde el Sur", del Movimiento por el Poder Popular (MPP) y del Movimiento Sembrar.

### Regidora en la Municipalidad de Lima
Indira Huilca incursiona en el ámbito política cuando en las elecciones municipales del año 2010 postuló como regidora de la Municipalidad de Lima por el partido Fuerza Social de Susana Villarán, sin embargo, no resultó elegida.
Luego en abril del 2013, Huilca fue convocada como regidora accesitaria tras el proceso de revocatoria contra los regidores de la Municipalidad de Lima y fue juramentada el 25 de abril para completar el periodo 2011-2014.
En su gestión integró las Comisiones de Desarrollo Urbano, Medio Ambiente, Mujer y Participación Vecinal, en ellas desplegó una labor de acompañamiento e implementación de los programas municipales como Barrio Mío, Vivienda Popular y la Defensa de Espacios Públicos en Lima. Asimismo, impulsó la creación de la Gerencia de la Mujer como instancia responsable de las políticas públicas de igualdad de género en Lima Metropolitana.

### Congresista de la República
En las elecciones parlamentarias del 2016, postuló como candidata al Congreso de la República por Lima Metropolitana por la coalición Frente Amplio por Justicia, Vida y Libertad y fue elegida congresista para el periodo parlamentario 2016-2021.
En su labor parlamentaria, ha sido presidenta de la Comisión de Mujer y Familia, así como miembro titular de la Comisión de Trabajo y Seguridad Social en las cuales trabajó por los derechos de las mujeres, de los trabajadores, de la comunidad LGTB, entre otros.
En julio de 2017 formó parte del grupo de congresistas que se escindieron del Frente Amplio y crearon la bancada Nuevo Perú reconocida en septiembre del 2017 y liderado por la excongresista Verónika Mendoza.
En agosto del 2019 fue elegida portavoz oficial de la Bancada Nuevo Perú para el periodo 2019–2020. El 30 de septiembre del mismo año, participó activamente en el debate de la cuestión de confianza presentado por el gobierno, la cual fue interpretada como rechazada fácticamente por el gobierno y como consecuencia, el presidente Martín Vizcarra decretó la disolución del Congreso de la República. Huilca fue una de las congresistas que se mostraron a favor de la medida.
En octubre del 2019 renunció a Nuevo Perú debido a la presunta alianza con el partido Perú Libre de Vladimir Cerrón para las elecciones parlamentarias extraordinarias del año 2020.
Además, fue integrante de la Comisión Permanente del Congreso de La República.
Actualmente es parte del movimiento político En Movimiento, colectivo de izquierda que está integrado por exmiembros de Nuevo Perú, Frente Amplio, Tierra y Libertad así como activistas del movimiento feminista, antirracista, LGBT y de izquierda anticapitalista a favor de los derechos humanos.